# خداوند لک‌لک‌ها را دوست دارد
خداوند لک‌لک‌ها را دوست دارد نام یک پویانمایی ایرانی دو بعدی محصول سال ۱۳۷۹ است که در ۲۷ قسمت ۱۵ دقیقه‌ای از صدا و سیما پخش شد. این انیمیشن اولین انیمیشن ساخت مرکز پویانمایی صبا است.
داستان این مجموعه در مورد کوچ لک‌لک‌ها به دهکده و ماجرای دوستی آنها با بچه‌های روستا یعنی سعید و علی و رحیم و حسین می‌باشد.
این مجموعه بعدها به مناسبت مرگ کارگردانش (هما شکیبی) به صورت یک فیلم سینمایی ۸۴ دقیقه‌ای نیز از شبکه پویا پخش شد. مدیریت دوبلاژ آن بر عهدۀ خسرو خسروشاهی بوده است.